# Cowichan Valley
La Cowichan Valley è una regione intorno al fiume Cowichan, la Cowichan Bay e il lago Cowichan sull'Isola di Vancouver, in Columbia Britannica, Canada. C'è un dibattito aperto sull'origine del nome Cowichan, che secondo alcuni sarebbe un'aglicizzazione del nome tribale Quw'utsun dato dalle Prime Nazioni.
Le comunità stanziate presso Cowichan River/Cowichan Bay includono Duncan, Lake Cowichan, Cowichan Bay, Cowichan Station e Maple Bay. Altre comunità vicine si trovano principalmente attraverso il Distretto regionale di Cowichan Valley. Crofton e Chemainus, si trovano nella Chemainus Valley, mentre Cobble Hill, Shawnigan Lake, Mill Bay, e Ladysmith si trovano in una pianura costiera che comprende i delta dei fiumi Cowichan e Chemainus.
La Cowichan Valley ospita un numero crescente di vigneti e casa vinicole. Essi includono Cherry Point Vineyards, Blue Grouse, Glenterra, Vigneti Zanatta, Venturi-Schulze, e Averill Creek. Le estati calde e secche e gli inverni miti e umidi fanno di quest'area un luogo con il clima mediterraneo marittimo unico del Canada, fornendo buone condizioni di crescita per molti vitigni. 
Il Trans Canada Trail attraversa la valle e ci sono numerose opzioni per gli appassionati di escursionismo. Il 7 gennaio 2010 è stata installata una stazione di monitoraggio della qualità dell'aria.